# 김해 구산동 지석묘
김해 구산동 지석묘(金海 龜山洞 支石墓)는 대한민국 경상남도 김해시 구산동에 있는 고인돌이다. 2012년 7월 19일 경상남도의 기념물 제280호로 지정되었다.

## 개요
김해 구산동 지석묘는 2007년 경남고고학연구소의 발굴조사를 통해 묘역의 부석시설과 거대한 개석의 존재가 확인되었던 유적으로 이후 5m 정도의 흙덮기(복토)를 통해 지하에 보존 조치된 유적이다. 10m*4.5m*3.5m의 규모에 350t 정도로 추정되는 거대한 상석과 85m 정도의 세장방형 부석의 존재는 국내 최대 규모에 해당되는 지석묘이다.

## 문화재 훼손
2022년 8월 6일 경 아파트 공사 현장에서 지석묘가 훼손되는 사건이 발생하였다. 이로 인하여 대한민국의 사학계에서는 문화재와 관련하여 각별한 주의를 기울이고 있다. 해당 아파트 공사는 문화재청과의 합의 없이 진행된 사안이라고 하였다.

## 참고 문헌
- 김해 구산동 지석묘 - 국가유산청 국가유산포털